# Łabowa (gmina)
Łabowa est une gmina rurale du powiat de Nowy Sącz, Petite-Pologne, dans le sud de la Pologne. Son siège est le village de Łabowa, qui se situe environ 16 km au sud-est de Nowy Sącz et 89 km au sud-est de la capitale régionale Cracovie.
La gmina couvre une superficie de 119,12 km2 pour une population de 5 172 habitants.

## Géographie
La gmina inclut les villages de Barnowiec, Czaczów, Kamianna, Kotów, Krzyżówka, Łabowa, Łabowiec, Łosie, Maciejowa, Nowa Wieś, Roztoka Wielka, Składziste et Uhryń.
La gmina borde les gminy de Grybów, Kamionka Wielka, Krynica-Zdrój, Muszyna, Nawojowa et Piwniczna-Zdrój.